# Pierre couverte (Montbenault)

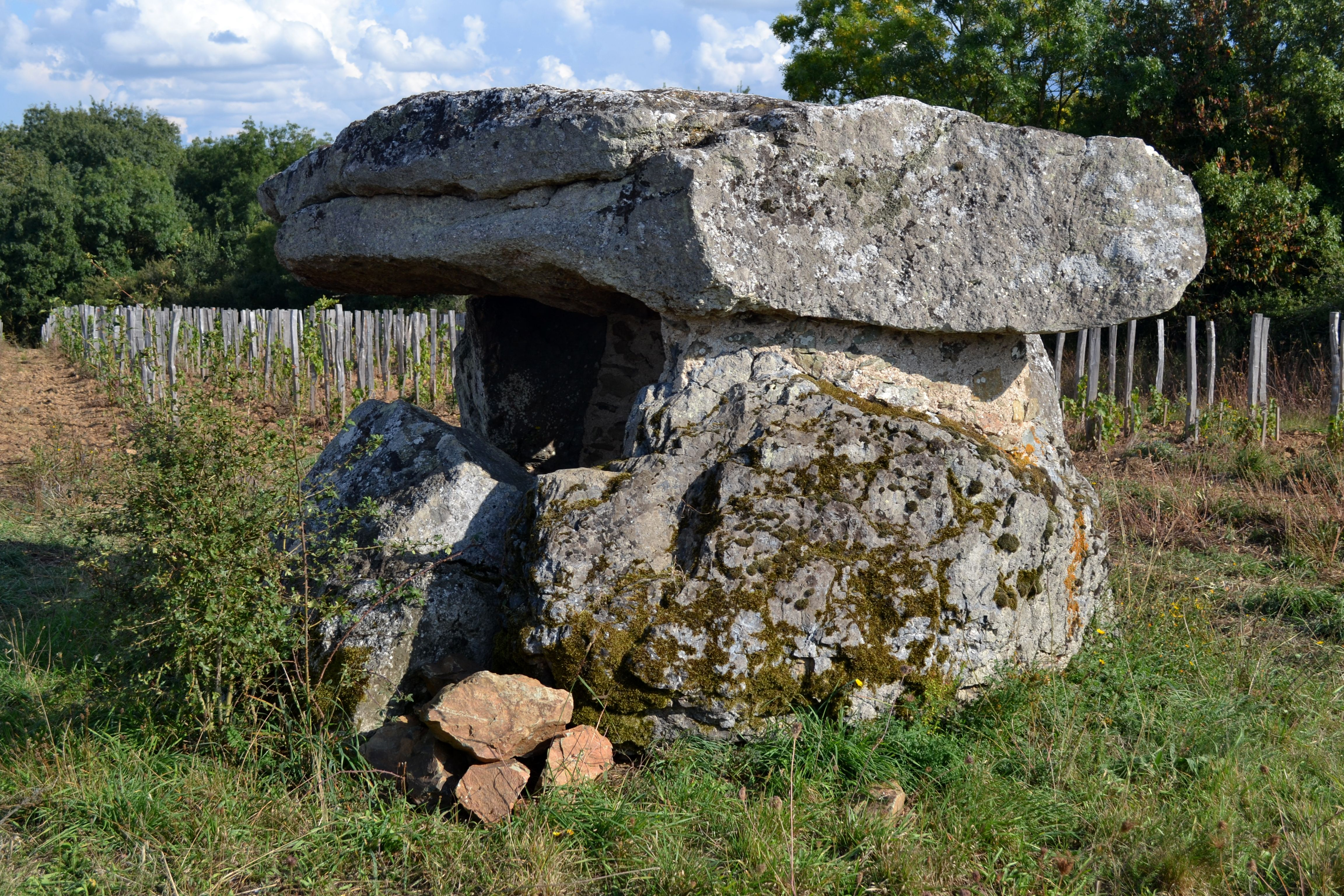
Pierre Couverte von Montbenault

Der polygonale Dolmen Pierre couverte von Montbenault (auch Mont-Benault oder Pierre Couverte du Loncheneau genannt), ist ein Dolmen südöstlich von Beaulieu-sur-Layon an der Grenze zu Faye-d’Anjou bei Angers, im Département Maine-et-Loire in Frankreich. Dolmen ist in Frankreich der Oberbegriff für neolithische Megalithanlagen aller Art (siehe: Französische Nomenklatur).
Die Kammer wird von fünf Orthostaten begrenzt, von denen einer umgestürzt ist und durch modernes Mauerwerk ergänzt wurde. Laut Godard umfasste er eine sechste Säule, die 1862 entfernt wurde. Célestin Port (1828–1901) berichtet 1878, dass diese sechste Säule zerbrochen wurde. 
Die Kammer ist 2,45 m lang und 1,35 m breit. Es ist mit einem einzigen Deckstein bedeckt. Die Steine bestehen aus Schiefer und Puddingstein. Eine Platte ist aus Quarz.
Am Dolmen wurde ein Kratzer aus Feuerstein gefunden.